# Turk (autore)
Turk, pseudonimo di Philippe Liégeois (Durbuy, 8 luglio 1947), è un illustratore, sceneggiatore e fumettista belga.

## Biografia
Philippe Liégeois è nato l'8 luglio 1947 a Durbuy. Turk è nato in una famiglia il cui padre era un ebanista e la madre gestiva una pensione. Da bambino smontava i suoi giocattoli per vedere come funzionavano. È uno studente pigro e sognatore. Disegna le serie che gli piacciono alla redazione del periodico per ragazzi Spirou, tra cui Johan e Pirlouit di Peyo, che lo influenza fortemente. Andrè Franquin è il suo maestro di disegno. All'età di sedici anni, nel 1963, la madre invia il suo primo fumetto al settimanale Spirou. Viene convocato dal caporedattore dell'epoca, Yvan Delporte, e incontra Maurice Rosy. Turk inizia la sua carriera professionale ed entra negli studi Dupuis di Bruxelles, dove lavora per due anni. Pubblica la sua prima storia su Spirou nel 1967 e nello stesso anno incontra Bob de Groot . Tornato alla vita civile e senza impegni di lavoro nel 1968, Turk assiste graficamente Bob De Groot nelle tavole apparse su Pilote, su sceneggiatura di Fred. Questo fu l'inizio di una collaborazione duratura.
Nello stesso anno, disegnano le sceneggiature di Bob de Groot con 3 mini storie con un certo Archimède come eroe. Nello stesso periodo, Turk lavora allo studio Greg, dove disegna l'ambientazione di Les As, apparsa su Pif Gadget. Nel febbraio 1969, i due autori pubblicarono una nuova serie sul Journal de Tintin,: Robin Dubois, le cui prime tavole erano ispirate al film Le avventure di Robin Hood (film, 1938) con Errol Flynn, che li fece molto ridere per il suo aspetto teatrale. L'idea nacque dalla visione di un film su Robin Hood e decisero di creare una serie sull'eroe. Robin Dubois rimase la serie più popolare del giornale per sette anni, vincendo la "Hit-Parade" Lombard per sette volte consecutive,e addirittura otto volte secondo Turk.
Il primo album è uscito nel 1974; la serie è stata temporaneamente interrotta nel 1989, per poi essere ripresa tra il 1996 e il 1998 e tra il 2007 e il 2008. Esistono 21 albi e 1 edizione speciale. Nel 1970, a Turk e de Groot vengono affidate le avventure del Colonnello Clifton, abbandonato da Raymond Macherot qualche anno prima. Nel 1972, Turk disegna per lo sceneggiatore Tibet le scenografie della serie Le Club des " Peur-de-rien ", che vengono pubblicate su periodico Junior, il supplemento di Chez Nous, fino al 1976. Nel 1973, nel Journal de Tintin, realizzarono, nell'arco di un anno, cinquantadue scene (una a settimana) della stessa strada, formando una striscia lunga quindici metri (un progetto chiamato La Plus Grande Image du Monde).
Nel 1975, per il lancio della rivista Achille Talon, creano una nuova serie, Léonard, basata sulla demitizzazione di un personaggio famoso: Leonardo de Vinci. La serie è poi passata al giornale olandese Eppo, quindi a Pif Gadget1. Il primo album della serie è stato pubblicato dall'Editore Dargaud nel 1977 con il titolo Léonard est un génie. Nel 2022, la serie contava 53 album, e 6 numeri speciali.
Nel 2007, Turk ha disegnato gli sceneggiature dell'autore Clarke per la serie umoristica Docteur Bonheur, pubblicata in tre album da Le Lombard e per la quale ha utilizzato la tavoletta grafica invece del pennello.
Nel 2016, Turk ha ripreso la serie Clifton, questa volta su sceneggiatura di Zidrou, Clifton et les gauchers contrariés,. Il 1º settembre 2017 ha pubblicato un nuovo titolo Just married,,.
Turk vive a Wépion,, e convive con la moglie, la colorista Karine Léonard (Kaël). È un appassionato di automobili.
La sua grafica è caratterizzata da chiarezza e leggibilità.

## Pubblicazioni

### Serie
Robin Dubois
Clifton
Leonard

### Collettive
- Alice au Pays des Merveilles (collettiva, 1973, Le Lombard)
- C'era una volta... Les Belges[30], Le Lombard, Bruxelles, 1980 Sceneggiatura e colore: collettiva, - Disegni: collettiva, compreso Turk
- 35 ans du journal Tintin - 35 ans d'humour[31], Le Lombard, Bruxelles, settembre 1981 Sceneggiatura e colori: collettivo - Disegno: collettivo con Turk - Prefazione di Raymond Leblanc
- Les Amis de Buddy Longway35, Le Lombard coll. Phylactère, Bruxelles, aprile 1983 Sceneggiatura e colori: collettivo - Disegno: collettivo, compreso Turk -ISBN 2-8036-0042-0[32]
- L'Agenda du journal Tintin 1985, Le Lombard, Bruxelles, settembre 1984Scrittura e colori: collettivo - Disegno: collettivo compreso Turk - ISBN 2-8036-0472-8[33][34]
- L'Aventure du journal Tintin - 40 ans de bande dessinée[35], Le Lombard, Bruxelles, novembre 1986Sceneggiatura e colori: collettivo - Disegno: collettivo, compreso Turk - ISBN 2-8036-0574-0[36]
- Collectif dont Turk, Parodies 2[37]: . par leurs vrais auteurs!, M.C. Productions, novembre 1988, 47 p. ISBN 2-87764-011-6[38]
- Gil Jourdan - Les Enquêtes de leurs amis[39], Soleil Productions, agosto 1989 Sceneggiatura: collettiva - Disegno: collettivo compreso Turk - ISBN 2-87764-026-4[40]
- Animaux a(d)mis[41], Alliance européenne, gennaio 1990 Sceneggiatura: collettiva - Disegno: collettivo compreso Turk - ISBN 2-87364-000-6
- Putinkon, le retour[42], P&T Production, 1994 Sceneggiatura: Éric Thomas - Disegno: collettivo incluso Turk - Colori: collettivo - ISBN 2-87265-033-4[43]
- Rire c'est rire[44], F.I.R., 1995Sceneggiatura e colori: collettivo - Disegno: collettivo compreso Turk - ISBN 2-87265-046-6[45]
- Flash Back,[46]Comic! Eventi, agosto 1995Sceneggiatura: collettivo - Disegno: collettivo compreso Turk - Colore: b&n

Questo Flash Back è stato realizzato in collaborazione con Bédécine Illzach e pubblicato in occasione del 10° Coxyde Comic Book Festival (15 luglio-6 agosto 1995) in 1.500 copie numerate a mano. Testie titoli rari della serie in due lingue: francese e fiammingo. D/1995/6941/06. Formato italiano.
- Ça vous intéresse? C'est pas sérieux!, Éditions Joker, 29 novembre 2000 Sceneggiatura: collettiva, compreso Turk - Disegno: Dany - Colore: processo in quadricromia -ISBN 2-87265-137-3[47][48]
- Cubitus - Allo?., Le Lombard - Casterman, ottobre 2005Sceneggiatura: Dupa - Disegno: Turk - Colori: Michel Greg - Prodotto appositamente per Bouygues TelecomISBN 2-205-05875-4[49]
- Marie Moinard e collettivo, En chemin elle rencontre... Les artistes se mobilisent contre la violence faite aux femmes, Vincennes/Paris, Des ronds dans l'O / Amnesty International, settembre 2009, 96 p. ISBN 978-2-917237-06-9[50][51]
- Pif Gadget - 50 ans d'humour, d'aventures et de BD, Hors Collection, 18 ottobre 2018 Sceneggiatura: Christophe Quillien - Illustrazioni: collettive compreso Turk-Colore:processo in quadricromia - ISBN 978-22-58-1526-01[52][53][54]

### Lavori extra BD
Occasionalmente, Turk realizza portfolio, ex-libris, poster, cartoline o cartoni, sottobicchieri, adesivi, puzzle, etichette di birra o di vino e realizza alcuni lavori pubblicitari.

### Mostre
- Léonard, Festival international de la bande dessinée d'Angoulême dal 28 al 31 gennaio 2010[56],[57]
- Turk, festival de bande dessinée à Anzin-Saint-Aubin dal 8 al 10 luglio 2012[58]
- Retrospettiva Clifton par Turk, Galerie Napoléon, Paris, dal 18 febbraio al 5 marzo 2016[59]
- Retrospettiva Turk, Galleria Huberty & Breyne, Bruxelles, dall'8 al 22 maggio 2019[60],[61]
- Léonard, Maison de la BD, Bruxelles dall'8 giugno al 4 dicembre 2019[62]
- Léonard, 36e Festival BD Boum, Blois dal 22 al 24 novembre 2019[63]

### Mostra collettiva
- L'univers de la Bande dessinée organizzata in occasione del 25º anniversario del giornale Tintin, Passage 44, Bruxelles, ottobre 1971[64]

## Accoglienza

### Premi
- 1981: 1981: Premio Saint-Michel[65],[66] per il miglior cartone animato per Dillo con le gag! (Robin Dubois, t. 5)
- 1990: Alph-Art jeunesse[65] al festival di Angoulême per Robin Dubois, t. 16 (con Bob de Groot)

### Attività successiva
- L'11 settembre 2015 è stato inaugurato il murale di Leonard in rue des Capucins a Bruxelle[67]. Copre una superficie di 15 m². La realizzazione del murale è stata affidata a Urbana e fa parte del percorso del fumetto di Bruxelles[67].

### Libri
- Henri Filippini, Dictionnaire de la bande dessinée, Paris, Bordas, 1989, 731 pag. ISBN 2-04-018455-4, BNF 35065653, pp. 33, 122, 123, 307, 308, 451, 682. Libro utilizzato per l'articolo
- Jean-Louis Lechat, Un demi-siècle d'aventures t. 2: 1970 - 1996, Bruxelles, Le Lombard, 5 dicembre 1996, 224 pag. ISBN 280361233X, BNF 37539082, pp. 10, 15, 26, 50, 52, 55, 62, 74, 84, 94, 96, 102, 108, 161, 191, 195. Libro utilizzato per la stesura dell'articolo.
- Bob De Groot et Turk, 20 ans de génie, Paris, Dargaud, 1997 ISBN 978-2-88425-006-1, OCLC 743082453. Libro utilizzato per l'articolo
- Patrick Gaumer, Le Lombard L'aventure sans fin t. 3: 1996 - 2006, Bruxelles, Le Lombard, dicembre 2007, 296 pag. ISBN 978-2-8036-2197-2.
- Patrick Gaumer, "Turk", in Dictionnaire mondial de la BD, Paris, Larousse, 2010 ISBN 9782035843319, p. 875. Libro utilizzato per la stesura dell'articolo.
- Philippe Goddin, La Grande Aventure du journal Tintin - 1946-1988, Bruxelles, Le Lombard, 26 agosto 2016, 777 p. ISBN 978-2-8036-7045-1.
- Jacques Pessis, Intégrale Clifton 2, Bruxelles/Parigi, Le Lombard, 2011, 176 p. ISBN 978-2-8036-2830-8, p. 5-12
- Philippe Mellot, Michel Denni, Laurent Turpin e Isabelle Morzadec, Trésors de la bande dessinée: BDM 2021-2022 - Catalogue encyclopédique & Argus, Paris, Les Arènes, novembre 2020, 1700 p. ISBN 9791037502582, p. 28, 261, 336, 348, 970

#### Periodici
- Dino Attanasio, "B.D. Story: La Triste Histoire de Turk et de Groot", Tintin, Le Lombard, n. 35, 1982

- Louis Cance, "Turk & De Groot", Hop!, AEMEGBD, n. 35, 1 dicembre 1983
- Turk (intervistato da Marc Carlot), "Tête de Turk: de Groot! : Turk", Auracan, n. 6, luglio-agosto 1994, p. 18-19
- Editoriale, "Léonard... et Turk à la recherche des couleurs perdues de chez Proust!", Le Lombard Communication, Le Lombard, n. 3, maggio-giugno-luglio 1999, p. 2-3
- Editoriale, "Con il turco... Et sans trucs: dans l'intimité de Léonard Super-star!", Le Lombard Communication, Le Lombard, n. 14, maggio-giugno 2001, pp. 10-11
- Rédaction, "Coup de plumeau et de pinceau chez Léonard!", Le Lombard Communication, Le Lombard, n. 20, maggio-giugno 2002, pp. 6-7
- Philippe Peter, "Léonard, le génie qui s'est fait 50 tomes", dBD, n. 133, maggio 2019, pag. 90-93.
- Turk (intervistato da Rédaction), "Spirou et moi - Turk", Spirou, Dupuis, n. 4389, 25 maggio 2022.

#### Articoli
- Michel Denni, "Con Léonard, il loro 35º album, Turk e de Groot celebrano 30 anni di complicità", BDZoom, 10 marzo 2005
- Turk (intervistato da Kalkaf), "Intervista di Turk per Objectible", objectible.net, 14 aprile 2006.
- Turk (intervistato da Wouter Porteman), "Turk (Philippe Liégeois)", stripspeciaalzaak.be, 2007
- Anne-Claire Norot, "Au programme du festival d'Angoulême 2010", Les Inrockuptibles, 28 gennaio 2010
- Turk & Bob De Groot (intervistati da Philippe Peter), "BD - Léonard esibisce il suo genio ad Angoulême", France-Soir, 28 gennaio 2010
- Turk & Bob De Groot (intervistati da Nicolas Anspach), "Turk & Bob De Groot: 'Léonard è nato grazie alla rivista Achille Talon'", ActuaBD, 2 aprile 2010
- J.B., "Le père de 'Léonard' sur ses terres", L'Avenir, 23 settembre 2010
- Turk (intervistato da Gilles Ratier), "Intervista: Turk", BDZoom, 30 maggio 201
- Turk & Bob De Groot (intervistati da Katia Enriotti-Bascher), "De Groot et Turk: " Avoir une âme de gamin", Var Matin, 11 settembre 2011
- Henri Filippini, "Clifton T22: Clifton et les gauchers contrariés" di Turk e Zidrou", BDZoom, 15 febbraio 2016
- Turk (intervistato da Jean-Laurent Truc), "Intervista: Turk si riunisce a Clifton con Zidrou che riprende anche la sceneggiatura di Léonard", ligne claire, 29 marzo 2016
- Alexis Seny, "Clifton, Léonard, sacrées têtes de Turk!", L'Avenir, 12 agosto 2016
- Henri Filippini, " Clifton T23: Just Married " di Turk e Zidrou ", BDZoom, 2 ottobre 2017
- Olivier Van Vaerenbergh, "Léonard, tête de Turk", Le Vif, 15 maggio 2019
- Daniel Couvreur, "Léonard de Vinci était-il ou non blagueur?", Le Soir, 2 giugno 2019
- Turk (intervistato da Christian Missia Dio), "Turk: "Lavorare con Zidrou mi ha fatto uscire dalla mia zona di comfort", ActuaBD, 12 agosto 2019
- Turk (intervistato da Alexis Seny), "Léonard, le génie de Turk, n'a pas encore trouvé le vaccin et c'est peut-être mieux comme ça", L'Avenir, 14 aprile 2020
- Didier Pasamonik, "Léonard T. 53 - Un Amour de génie - Par Zidrou & Turk - Le Lombard", ActuaBD, 20 aprile 2022
- Benjamin Locoge, "Turk: "On donne un côté intello à la BD, comme si fallait s'excuser d'en faire"", PParis Match, 4 maggio 2022
- "Turk - Bibliographie- Biografia © Le Lombard 2008", bandedessinee.info, 23 giugno 2022.

#### Trasmissioni televisive
- Bulletin d'information - Les vœux de De Groot et Turk su RTBF, Presentazione: Francis Buytaers (1:52 minuti), 30 dicembre 1983
- Kaboom! - Tomo #60 - Turk, le génie est dans la bulle. su RTL-TVI, Presentazione: Thibaut Fontenoy - Regia: Patrice Gautot - Produzione: Bangarang (12:17 minuti), 29 dicembre 2021
- Kaboom #60: Turk, le génie est dans la bulle. su kaboombd.tv, Presentazione e intervista Thibault Fontenoy (12:17 minuti), 29 dicembre 2021.